# Pionius
Pionius, griechische Form Pionios (Πιόνιος) († 12. März 250) wird in vielen christlichen Konfessionen als Heiliger verehrt beziehungsweise als denkwürdiger Glaubenszeuge betrachtet. Er starb den Märtyrertod in Smyrna während der Herrschaft des Kaisers Decius.

## Legende
Pionius wurde zusammen mit Sabina, Asklepiades, Makedonia und Limnos am 23. Februar verhaftet, dem Gedenktag des Martyriums des Polykarp von Smyrna.
Sie hatten die vorhergehende Nacht in Fasten und Gebet verbracht. Im Bewusstsein seiner nahenden Verhaftung legte Pionius Stricke um seinen Hals und die seiner Gefährten, um anzuzeigen, dass sie bereits verurteilt seien. Wer sie ungebunden gesehen hätte, hätte angenommen, dass sie, wie viele andere Christen in Smyrna, einschließlich des Bischofs, bereit waren, zu opfern.
In Smyrna wurden zwei Manifestationen der Nemesis verehrt. Es wird angenommen, dass sie zwei Aspekte der Göttin verkörperten, den freundlichen und den unerbittlichen, oder auch die Göttinnen der Altstadt und der Neustadt, die durch Alexander den Großen neugegründet wurde. Die Pioniusakten, die sich auf die Decische Verfolgung von 250 beziehen, erwähnen einen abgefallenen Smyrnischen Christen, der beabsichtigte, auf dem Altar dieser beiden Nemesis’ zu opfern.
Früh am Morgen, nachdem sie vom heiligen Brot und Wasser zu sich genommen hatten, wurden Pionios und seine Gefährten zum Forum geführt. Der Platz war mit Griechen und Juden überfüllt, da ein hoher jüdischer und allgemeiner Feiertag in der Stadt war – ein Hinweis auf den starken Einfluss der Juden in Smyrna. Pionius predigte der Menge. Er erinnerte die Griechen daran, dass Homer gesagt hatte, dass der Leichnam eines Feindes nicht verspottet werden dürfe. Er wollte sie damit davon abhalten, die Christen zu verspotten, die abgefallen waren. Dann wandte er sich den Juden zu und zitierte Mose und Salomo mit derselben Zielsetzung.
Er beschloss seine Rede mit der rigorosen Weigerung, ein Opfer darzubringen. Dann folgten die üblichen Verhöre und Drohungen, nach denen Pionius und seine Gefährten ins Gefängnis gebracht wurden, um die Ankunft des Prokonsuls abzuwarten. Hier fanden sie weitere Bekenner, darunter einen Montanisten.
Viele Heiden besuchten sie, und Christen, die geopfert hatten, bereuten ihren Abfall. Letztere ermahnte Pionius zur Buße. Vor der Ankunft des Prokonsuls wurde ein weiterer Versuch gestartet, Pionius und seine Gefährten zu einem Akt des Abfalls zu verführen. Sie wurden zu einem Tempel gebracht, wo alle Anstrengungen unternommen wurden, sie zu einem Opfer zu veranlassen.
Am 12. März wurde Pionius dem Prokonsul vorgeführt, der es zunächst mit Überredung und dann mit Folter versuchte. Beides versagte, und Pionius wurde zum Verbrennen bei lebendigem Leibe verurteilt. Er litt gemeinsam mit Metrodoros, einem marcionitischen Priester.
Der 12. März als Datum seines Martyriums wird von den Akten bestätigt. Eusebius von Caesarea (Kirchengeschichte, IV, xv; Chronik, p. 17, ed. Schoene) lässt das Martyrium während der Herrschaft des Antoninus Pius stattfinden.

## Gedenktag
- evangelisch, römisch-katholisch und orthodox: 11. März (1. Februar im Martyrologium Romanum von 1956)
- armenisch: 12. März (gefeiert am Montag nach dem ersten Vorfastensonntag)